# Angoumois (châlutier)
Pour les articles homonymes, voir Angoumois.
L’Angoumois est un chalutier de pêche arrière, long de 38 mètres, désarmé en 1992. Construit à Dieppe par les Ateliers et chantiers de la Manche (ACM) en 1969, il est lancé pour la société rochelaise de pêche à vapeur (armateur Jean-Claude Menu), avant d'être exploité par la SARMA, le dernier armateur industriel de La Rochelle.
En 1992, après 23 années de service, une grave avarie de moteur le menace de ferraillement. C'est alors que la SARMA choisit d'en faire don au Musée maritime de La Rochelle.
Le 6 septembre 1993, l’Angoumois a été classé au titre objet des monuments historiques de France.

## Histoire

### Conception
Après le Saintonge, l’Angoumois fut le deuxième d'une série de huit chalutiers de pêche arrière de 38 mètres équipés de rampes avec des entreponts couverts, ce qui correspondait aux nouvelles techniques de pêche de l'époque,.
C’était un bateau coûteux mais très bien conçu et qui aurait dû avoir une longue carrière. Les aménagements facilitaient la vie à bord : une salle de travail pour le poisson, des couchettes plus confortables que sur les bateaux classiques (de côté, facilitant l'accommodation au roulement du navire). Il avait un fort fardage (ce qui réduit l'embarquement des paquets de mer) et les entreponts couverts offraient de meilleures conditions de travail aux pêcheurs.

### Zones de pêche
De 1969 à 1978, c'est la belle époque pour la pêche rochelaise de renommée. L’Angoumois s'oriente vers la pêche des poissons blancs (merlus, merluchons et dorades) en chalutant au nord (jusqu'au sud de l'Irlande), à l'ouest de l'Espagne, et à l'ouest du Portugal.
Dans les années 1980, l’Angoumois quitte l'Espagne pour le nord de l'Irlande et l'ouest de l'Écosse, où les poissons blancs sont en diminution.
Après l'arrivée des Espagnols et de leurs palangriers, l’Angoumois  est chassé de toutes les zones de pêche.
C'est à partir de ce moment-là, en 1984, que Jean-Claude Menu décide de s'en séparer et de le vendre à un armement grec ; mais le gouvernement refuse le visa et a subventionne la SARMA qui le rachète.
L’Angoumois devient alors la propriété de la SARMA avant de devenir un emblème du Musée maritime de La Rochelle en 1992, après une grave avarie de moteur.
Après plusieurs années passées au Musée Maritime, l'Angoumois est partiellement détruit dans un incendie le jeudi 12 juillet 2012.

## Équipage

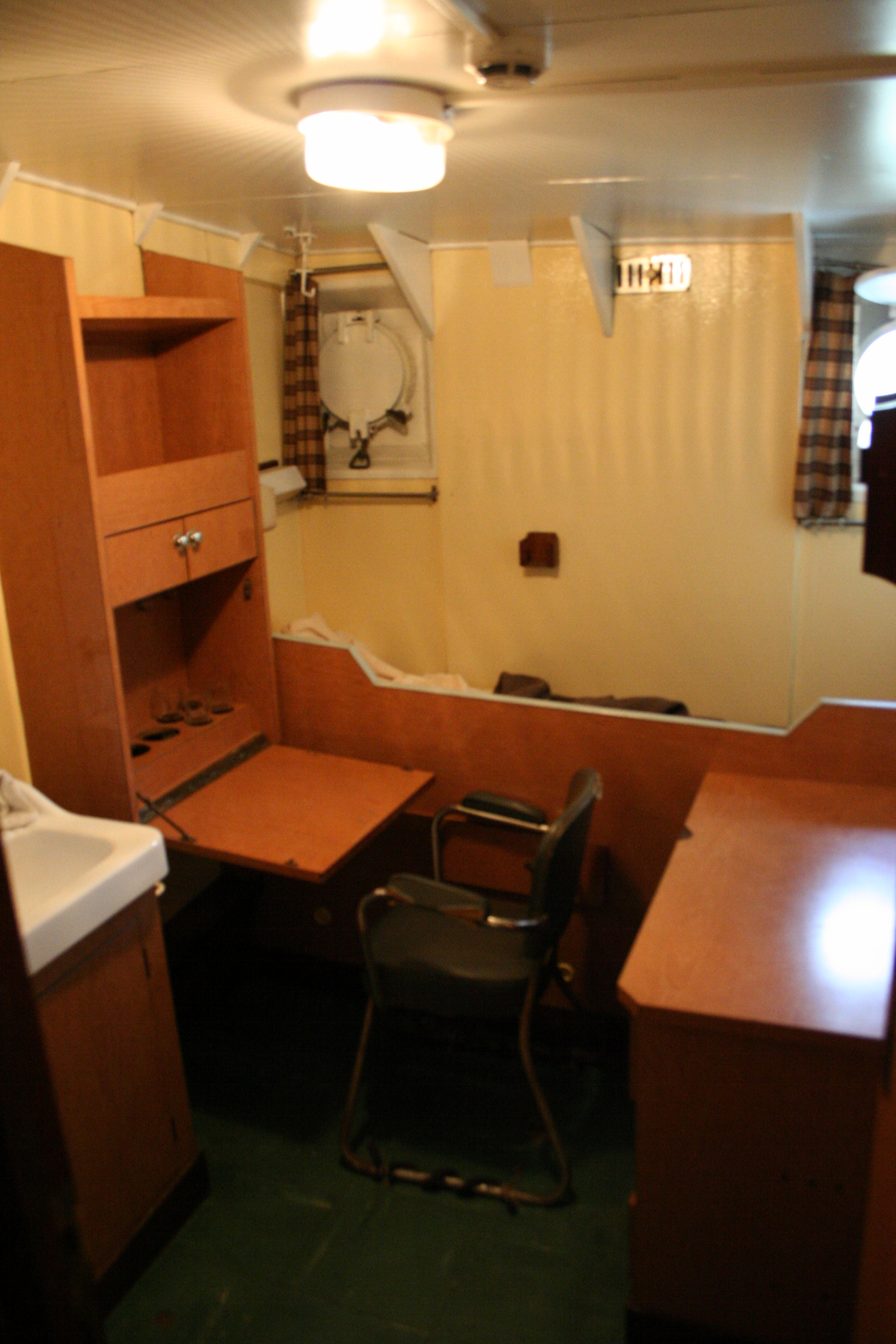
Vue d'une des cabines de l'équipage.

L’équipage se composait de douze hommes, avec les fonctions suivantes : 
- passerelle : un patron, un second ;
- machine : un chef mécanicien, un graisseur ;
- pont : un bosco, quatre matelots et un novice ou mousse ;
- un cuisinier.

## Caractéristiques techniques

### Dimensions
- Longueur : 38 m
- Large au maître-bau : 8,35 m
- Tirant d'eau : 4,35 m
- Jauge brute : 289,41 tonneaux
- Surface totale développée : 1 750 m2
- Surface des ponts : 305 m2
- Surface des superstructures + mâtures : 670 m2

### Capacités
- Cale à poisson : 200 m3
- Capacités gasoil : 85 tonnes
- Capacités eau douce : 20 tonnes

### Propulsion
- Marque : Moteur Crepelle
- Puissance : 1 100 ch diesel

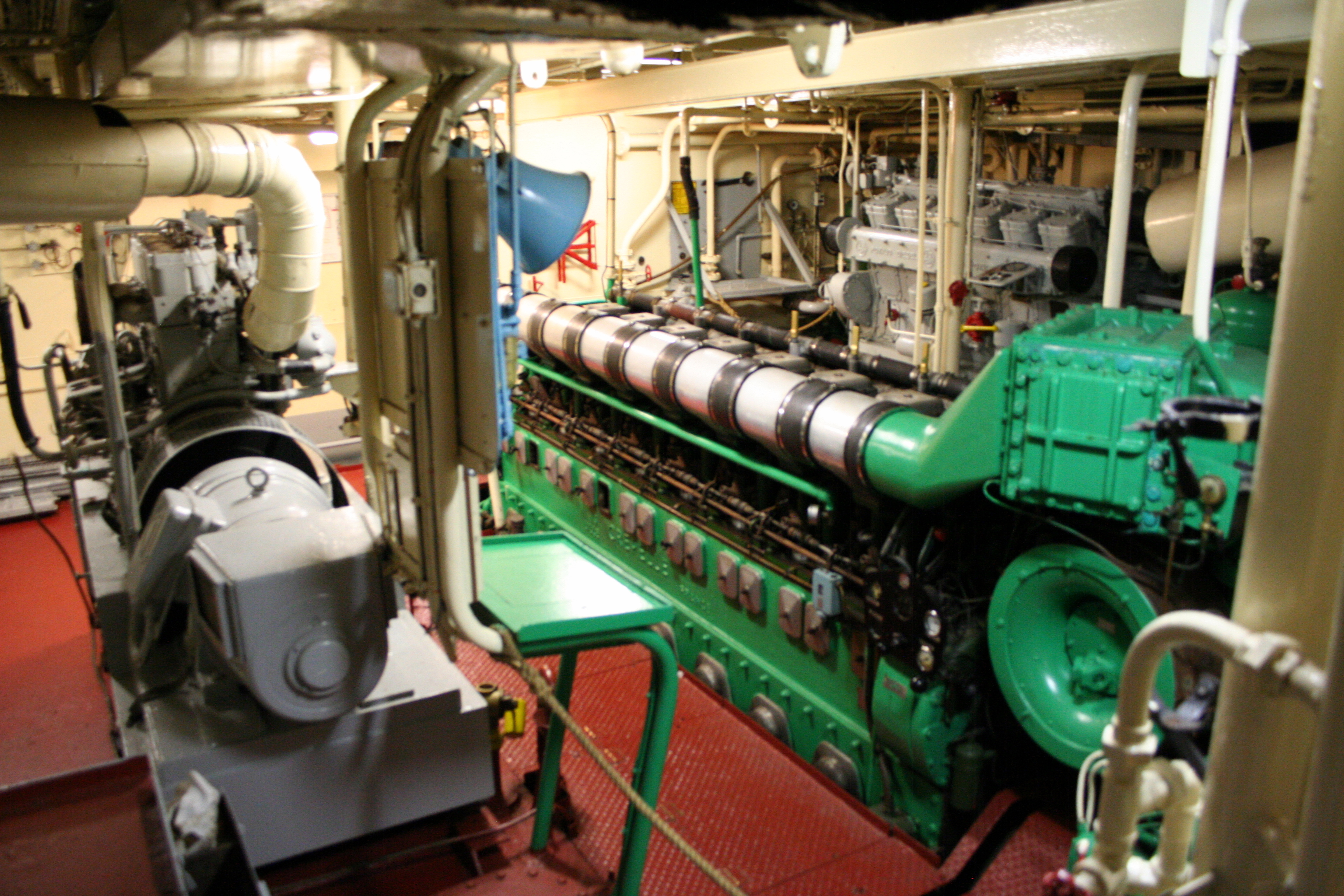
Intérieur du compartiment de la machine.

- Auxiliaires : 2 Poyaud 4PZI 138 ch à 1 500 tr/min